# Història de l'antropologia
Aquest artile d'història de l'antropologia retarda la història de la disciplina científica dita antropologia.
L'antropologia com a disciplina acadèmica neix al segle xix però abans d'això es poden traçar uns primers treballs d'etnografia que podem remuntar de l'Antiguitat fins ben entrada l'Edat moderna. Abans que nasqués l'antropologia com a ciència anotem sobretot un gran interès per les societats estrangeres. És del contacte entre societats d'on neixen els primers treballs d'etnografia.
N'hi hagué a la Grècia clàssica, a l'Àsia mongol o durant les colonitzacions.
Es poden trobar tres etapes essencialment a l'hora de fer història de l'antropologia. La primera ens porta als primers textos etnogràfics de societats antigues com més recents de les cultures en contacte. És una etapa llarga temporalment parlant. La podem traçar des de l'Edat antiga fins ben entrada l'Edat moderna. No és fins a la Revolució Francesa i el conjunt d'aportacions de la Il·lustració que podem parlar de trencament i passatge a una etapa diferent. Tot podria resumir-se en aquesta primera fase a un contacte entre cultures que es descriuen l'una a l'altra.
Amb la Il·lustració canviem de paradigma. Es crea una disciplina acadèmica que estudia per primer cop l'home. És una etapa molt important perquè canvia de dalt a baix la concepció i l'estructura mateixa de la societat. El rebuig a l'Antic Règim significa el refús a la tradició. En termes més clars des de la Il·lustració s'allibera el coneixement de les rígides normes de l'església i de l'estat. Es col·loca l'home al vell centre de la reflexió. Això propicia canvis importants perquè es comença a fer recerca científica.
El contacte amb altres cultures ja no és el mateix i entre una cosa i l'altra neix l'antropologia que inicialment contribueix a fomentar els zoològics humans. El primer corrent d'estudis és de fet l'evolucionista. Malgrat rebutjar el darwinisme social, sí que presenta unes línies d'explicació per etapes, de la més bàrbara a una suposada etapa civilitzatòria i, per tant, superior.
La disciplina s'allibera d'aquesta primera crossa gràcies al difusionisme.

## Abans de l’antropologia

### Edat antiga
Heròdot pot considerar-se un precursor de l'antropologia. Amb Històries fa un treball que molts antropòlegs qualifiquen d'etnologia. Descobreix altres cultures i les descriu. La manera de descriure’n els trets físics, la vestimenta, la manera de fer la guerra, els costums, les seves creences i el seu modus vivendi fa d’Històries una font de gran valor antropològica.
La redacció d'Heròdot queda del tot relegada a folclorisme i llibres a copiar als tallers dels monestirs durant l'Edat mitjana. L’autor és oblidat i no és redescobert fins ben passada l'Edat mitjana. Això no obstant la seva obra haurà fet prova ja no només d'antropologia, però també d'història i geografia.
Heròdot haurà descrit els costums de pobles d’època tant diversos com ara els perses, els medes, els assirians, els babilonians (Llibre I), els egipcis (Llibre II), els inidians, àrabs, etíops (Llibre III), els escites i libians (Llibre IV i finalment els tracis (Llibre V).

### Edat mitjana
És a les missions d’evangelització i entre els contactes diplomàtics que podem trobar les traces següents d'antropologia. Després de l'Antiguitat, Europa cau en un període de cert aïllament amb l’exterior i és al món asiàtic o musulmà on trobem viatges d’intèrprets i diplomàtics que es dediquen a explicar com són els pobles veïns.
Els intèrprets són una peça clau en aquesta etapa. No feien solament de traductors lingüístics durant els intercanvis, sinó que coneixien cadascun dels trets culturals de cada interlocutor i per això mateix es podria dir que foren essencials per als treballs de viatgers d’època.
En efecte, l'antropologia la trobem als llibres de diplomàtics o missioners que marxaven mandatats pels seus sobirans a la cerca d’un contacte més proper amb les potències veïnes. Així es destaquen autors com ara Ibn Fadlan, Guillem de Rubruck, Rabban bar Çauma, Marco Polo, Ibn Battuta o Ibn Khaldun. Recórrer l'Àfrica, Europa i l'Àsia, fou recurrent per tots aquests autors, considerats els primers etnògrafs.

### Edat moderna

#### Els descobriments
Les colonitzacions d’europeus a Amèrica canvien el focus de la producció etnogràfica. Així com l’Imperi mongol va aconseguir ser el centre a l’Edat mitjana per haver relligat Europa amb l’Àsia, ara són els europeus qui es col·loquen al centre per haver relligat l’Àfrica, Europa i l’Àsia amb Amèrica. Això inaugura una mirada etnocèntrica on són els europeus els qui descobreixen pobles estrangers.
L’etnografia continua doncs explorant-se però ara a mans de navegadors i generals al comandament d’alguna missió colonitzadora. Una de les primeres aproximacions al poble estranger que va sorprendre els europeus és el sacrifici d’humans i l’anomenat canibalisme. Exploradors europeus de tota mena fan constar als seus escrits que a Amèrica els pobles que hi vivien sacrificaven humans i els costava d’entendre aquest sacrifici. Si aquest és el tema principal que els amoïna, han deixat escrit en qualsevol dels casos tot de llibres on fan la descripció d’allò que trobaren, és a dir, dels costums, de la història, de les maneres de veure i creure dels pobles a colonitzar.

D'entre tots els escrits trobem fins i tot personatges molt cèlebres com ara Jacques Cartier, responsable d'haver descobert l'Amèrica francesa. Esciu sobre els indígenes l'any 1545 sota aquests termes:
"[…] estan del tot nus, llevat de les parts íntimes que camuflen amb pells de petits animals i de cops amb cinturons vegetals teixits amb cues de bestiotes […] La resta, així com el cap, està al descobert. Alguns porten guirlandes de plumes d'ocell. Són negres de pell i força semblants als etíops. Els seus cabells són negres i espessos, tot i que de llargària mediocre..." [trd.]. Jacques Cartier, 1545.
André Thévet a Les Singularités de la France antarctique (1557) és responsable d'haver aportat una documentació rica i de primera mà sobre els tupinamba, un poble de la costa brasilera. En el mateix sentit cal destacar els escrits de Jean de Léry. Tots dos autors foren font d'inspiració per a Montaigne i el seu famós assaig Des Cannibales.
D'entre tots els treballs d'etnografia a destacar paga la pena subratllar el treball de Bernardino de Sahagun que fou un dels primers monjos franciscans a mirar d'editar un treball etnogràfic fet d'exploracions i aportacions exteriors. És un treball monumental, el primer veritable treball etnogràfic, tot i que la seva intenció era entendre millor l'estranger per a tot seguit evangelitzar-lo. En aquesta mateixa línia trobem a Garcilaso de la Vega i fins i tot a Poma de Ayala. Bona part d'aquests treballs es redactaren en llengua originària i en castellà.

#### Renaixement
La curiositat per viatjar i descobrir nous mons és allò que incentiva els europeus del Renaixement a menar expedicions de descoberta científica fora del seu país natal. De tornada s'exposa als cabinets de curiositats objectes manllevats durant l’exploració i que incentivaven al seu torn l’art del viatjar. És sota aquesta ideologia que tornarem a trobar durant el Renaixement més treballs etnogràfics. És el cas de Joseph François Lafitau que a més d'etnògraf és un dels primers lingüistes de la història. El seu objectiu va ser demostrar que els indígenes del nord d'Amèrica no eren tant salvatges i turbulents com els havia pintat l'europeu dels descobriments.
El viatge a l’exterior és per a les elits culturals del Renaixement una forma d’obrir la mentalitat i conèixer més bé el seu entorn. Durant el decurs d’aquestes exploracions s'hi observa de tot: “clima, flora, fauna, espècies humanes, llengües i societats” [trd.] (Florence Weber, 2015). D’entre el grapat d’aquests romàntics de l’exploració es pot parlar Richard Blome i els seu treball A Treatise of Travel.  
Si totes aquestes exploracions explicades fins ara no fan res més que perpetuar un model ja iniciat a l'Antiguitat amb Heròdot, el gust pel viatge durant el Renaixement obre l'apetit cap a exploracions científiques, és a dir, obre el camí a fer ciència.

#### Il·lustració
Amb el Segle de les Llums l'antropologia s'afegeix als diccionaris per la via de l'Enciclopèdia. Mirar de polir alguns coneixements, intentar separar el gra de la palla, reordenar el coneixement, etc, tot això són tasques que denoten de la voluntat de separar-se de la religió. Amb la Il·lustració una elit intel·lectual està disposada per primera vegada a fer recerca científica fora de la teologia i és en això mateix on rau l'origen d'aquest afegit a l'Enciclopèdia.
De resultes d'això l'antropologia entra als diccionaris com a ciència que estudia l'home i amb això esdevé la branca principal que fa girar bona part de les ciències aleshores. Ja no s'estudia la religió, prou estudiada fins llavors, ara la mirada és antropocèntrica i gràcies a això hi ha una ruptura mental que propicia unes primeres recerques científiques.
Responsable d'haver-hi donat nom és Emmanuel Kant. Mentre a Europa s'hi separa l'antropologia fisiològica de la cultura i social, en una part del continent, a Rússia més concretament, s'hi començaren a fer les primeres recerques pròpiament antropològiques i lingüístiques sobre els pobles de Sibèria. La Revolució Francesa, per la seva banda, explora encara més la separació de l'església de l'estat que en aquest cas va voler ser la separació entre coneixement i religió. S'obren museus naturalistes, es fa recerca naturalista, etc. És important esmentar-ho perquè és d'aquesta voluntat que els objectes recollits als cabinets de curiositats fan l'objecte d'exposició per a fer conèixer al públic altres pobles i realitats.
Paral·lelament el coneixement també s'allibera de les potes de l'estat gràcies a l'obertura de societats del coneixement. Les acadèmies del coneixement que foren creades per l'Antic Règim amb l'afany d'orientar les recerques científiques fan figa. El coneixement s'allibera doncs i gràcies a això l'antropologia va prenent força.

## Naixement de l'antropologia
Es considera que el naixement de l'antropologia com a disciplina va tenir lloc durant la Il·lustració, quan a Europa s'hi realitzaren els primers intents sistemàtics d'estudiar el comportament humà. Les ciències socials (que inclou, entre més la jurisprudència, la història, la sociologia i, sens dubte, l'antropologia també) varen començar a desenvolupar-se en aquesta època, contribuint-hi fortament.
D'altra banda, la reacció romàntica contra el moviment il·lustrat (que va donar-se a Alemanya) va ser el context en què filòsofs com ara Herder i, posteriorment, Wilhelm Dilthey, escrigueren les seves obres. Dins s'hi pot traçar l'origen de diversos conceptes centrals per al desenvolupament posterior de l'antropologia.
Institucionalment, però, l'antropologia emergeix de la història natural (exposada per autors com el comte de Buffó) definida com a estudi dels ésser humans (generalment els europeus) que viuen en societats poc conegudes i en context colonialista. És a dir, l'antropologia neix amb l'anàlisi del llenguatge, la cultura, fisiologia i els artefactes de pobles no europeus, considerats llavors primitius, la qual cosa era l'equivalent aleshores d'estudiar la flora i la fauna en contextos naturalistes.
El gruix dels primers antropòlegs provenia de professions com ara biòlegs (ex.: Herbert Spencer) o juristes de formació (ex.: Bachoffen, Morgan, McLennan), fet que va influenciar enormenent l'orientació inicial dels estudis d'antropologia. Així doncs donada aquest etnocentrisme inicial i component naturalista, les primeres cerques tendeixen a voler classificar en excès els pobles a analitzar i atorgar-los un grua de major o menor progrés. Els productes culturals de tot aquest treball s'acaben exhibint en museus.

## Segle XIX

### Evolucionisme
L'antropologia comença dins el camp de l'evolucionisme. El segle xix vol veure els orígens de tot o gairebé tot en l'evolució i a conseqüència d'això, l'antropologia mira d'acostar-se a cada poble mitjançant una mirada evolucionista.
Un dels primers antropòlegs que ens permet veure la fila que pren l'antropologia evolucionista és Lewis Morgan. Dues obres essencials són a citar. Ancient Society, publicada l'any 1877, i, Systems of Consaguinity and Affinoty of the Human Family, publicada l'any 1871. Dins hi fa una anàlisi de la família com a institució social i n'extreu que cap institució no és permanent, sinó que evoluciona segons com sigui la societat. Per a Morgan la humanitat hauria passat per tres fases d'evolució (salvatgeria, barbàrie i civilització) i les menes de famílies ho posen de manifest. No compon amb les teories poligenetistes segons les quals existeixen diferents races humanes. I és que els evolucionistes no foren mai deixebles de Darwin.
Retrobem les fases evolutives en els escrits d'Eward Tylor, teòric de l'antropologia evolucionista. És el primer a redactar un manual d'antropologia i a donar classes d'antroplogia a la universitat. Per tant, haurà fet molt per institucionalitzar-la. Amb E. Tylor tenim uns estudis molt comparatius tot i que allunyats del racialisme. Estudia la religió i n'extreu una evolució per fases, tot i que no posa en dubte que tot humà té la mateixa psique. No existeixen humans inferiors o superiors amb Tylor. El seu viatge a Mèxic així mateix li va confirmar. Tanmateix, elabora la teoria de la supervivència segons la qual es poden veure rastres, encara que petits, d'antigues pràctiques o costuems socials, de manera que es pot traçar una línia evolutiva d'institucions socials, etc.
Encara dins l'evolucionisme cal posar la mirada sobre James Frazer que des d'Escòcia es va focalitzar en l'estadi de la màgia que altres antropòlegs evolucionistes creien haver existit.

### Difusionisme
El difusionisme fa una crítica de dalt a baix de l'evolucionisme. Considera un gran error posar-se a comparar societats passades amb societats presents. És a dir, no troba gaire lògic i és de fet poc encertat voler comparar societats nòmades o modus de vida no industrialitzats actuals amb els modes de vida de les poblacions humanes que varen viure a la prehistòria. El difusionisme parteix del principi que hi ha particularitats a cada moment. Les coses no es reprodueixen mai de la mateixa manera perquè els contextos acaben sent sempre diferents. D'aquesta manera no es poden comparar societats passades amb societats presents. La lectura evolucionista seria sota aquesta lupa un gran error.
La base del pensament difusionista que trobem en autors com ara Grafton Elliot Smith, Fritz Graener o Clark Wissler és que no existeixen evolucions independents. Cada nova invenció s'ha anat difonent a partir d'un centre que va poder expandir les seves pràctiques mitjançant sobretot el comerç i les migracions. Existeixen doncs punts neuràlgics on tot comença i punts que recullen les innovacions i les fan seves.

### L'escola francesa d'antropologia i sociologia
L'antropologia francesa no posseeix una genealogia tant clara com l'anglesa o l'estatunidenca. Molts comentaristes consideren falsament a Marcel Mauss com el fundador de la tradició antropològica francesa. Mauss era realment membre del grup Année Sociologique, nom de la revista dirigida pel seu oncle Émile Durkheim. Mentre Durkheim estudiava la situació de les societats modernes, Mauss i els seus col·laboradors (Henri Hubert i Robert Hertz) recorrien a l'etnografia i la filologia per a analitzar les societats no tant diferents dels estats nació europeus. En particular s'hi destaca l'Assaig sobre les donacions, de gran rellevància dins l'àmbit dels estudis antropològic per la redistribució dels bens i la reciprocitat. En tot cas l'arribada d'Émile Durkheim a l'antropologia és de gran abast. A banda de contribuir a institucionalitzar la sociologia i l'antropologia per la mateixa dinàmica que la primera, el seu corrent holista va donar peu progressivament al funcionalisme i estructuralisme. Genera el primer mètode i també contribueix a separar l'antropologia social, de la lingüística i de l'antropologia física. Aporta una lectura social molt indispensable a l'antropologia. En aquesta etapa de l'antropologia sorgeixen diverses escoles nacionals. La francesa n'és una i les contribucions d'Émiles Durkheim i Marcel Mauss es revelaren importantíssimes per a entendre la societat. Un dels primers treballs en antropologia és justament entendre la família i la religió, dues institucions que contribueixen en el procés de socialització de tot ésser humà.

## Segle XX

### El culturalisme estatunidenc
La primera meitat del segle XX veu la consolidació de l'antropologia i el canvi del seu centre gravitacional cap als EUA. Després d'haver-se fet a Europa, les destrosses de les guerres no permeten continuar-hi. Als EUA, en canvi, la sociologia, per exemple, s'estudia ja a les universitat on la seva institucionalització es fa a passes agegantades. El mateix fenomen és apreciat amb l'antropologia i per tot plegat els EUA lideren el canvi amb el culturalisme.
El corrent culturalista pren aquest nom per l'interès especial que dedica a l'anàlisi de la cultura, a diferència de l'antropologia social britànica (interessada en el funcionament de les estructures socials), i l'etnologia francesa, desenvolupada per Émile Durkheim i Marcel Mauss.
Els pioners de l'antropologia foren membres de la plana major del Bureau of Inidian Affairs i del Smithsonian Institution's Bureau of American Ethnology, com ara John Wesley Powell o Frank Hamilton Cushing. Però la seva institucionalització i el culturalisme mateix són obra de Franz Boas, qui aprofita el seu càrrec a la Universitat de Colúmbia i al Museu Americà d'Història Natural per a entrenar i desenvolupar vàries generacions d'estudiants.
L'antropologia de Boas era políticament activa i sospitava de les investigacions del govern o dels mecenes. També era rigurosament empírica i escèptica amb generalitzacions i intents d'establir lleis naturals. Boas va estudiar els fills d'immigrants per tal de demostrar que les races biològiques no eren immutables i que la conducte i el comportament de cada grup humà és el resultat de la seva pròpia història i de les relacions que hagi pogut establir tot al llarg del temps amb el seu entorn social i natural, i no de l'origen ètnic del grup o de lleis naturals. Per a Boas la raça, la llengua i la cultura eren variables independents que no poden explicar-se en relació amb les altres.
A partir de la filosofia alemanya, Boas va donar suport a la diversitat cultural l'evolució de la qual no pot ser mesurada respecte de la civilització europea. Boas proposa com a premissa bàsica que cada cultura ha de ser estudiada sota la seva particularitat; i que no és possible generalitzar sobre les diferents cultures, talment com s'havia fet tot just naixia l'antropologia degut a un intent d'imitació de les ciències naturals.
La primera generació d'estudiants de Boas inclou a Alfred Kroeber, Robert Lowie i Edward Sapir. Produïren estudis molt detallats que foren els primers en descobrir els indians d'Amèrica del nord. En fer-ho varen donar a conèixer una gran quantiat de permenuts que foren utilitzats per a atacar la teoria del progrés evolutiu únic. L'èmfasi que posaren sobre els idiomes dels indígenes va contribuir al desenvolupament de la lingüística moderna (iniciada a mans de Ferdinand de Saussure) com una veritable ciència general.
La publicació del llibre Anthropology, escrit per Kroeber, va marcar un punt clau en l'antropologia dels EUA. Després de dècades de recollida van créixer les ganes de generalitzar. Això es va tornar més evident amb els estudis sobre cultura i personalitat dut a terme per boasians com ara Margaret Mead, Ralph Linton i Ruth Benedict. Tot aquests autors i autores analitzaren com les force ssocioculturals forgen la personalitat individual.

### El funcionalisme britànic

#### Tesis centrals del funcionalisme
El funcionalisme es va inspirar en l'obra d'Émile Durkheim. Apel·la al paral·lelisme estricte entre les societats humanes i els organismes vius (Radcliffe-Brown, cap. 8; Durkheim, 2000: cap. V) en quant a la forma d'evolució i conservació. Tant a les estructures socials com als organismes biològics, l'harmonia depèn de la interdependència funcional de les parts. Les funcions, a la llum d'aquest emfocament assumit, són analitzades com a obligacions (comportaments necessaris) a les relacions socials. La funció sosté l'estructura social tot permetent la cohesió fundamenta, dins un sistema de relacions socials.

#### Una mirada històrica sobre el funcionalisme britànic
Mentre l'antropòleg particularista Franz Boas insisteix en parar atenció als permenuts, a la Gran Bretanya l'antropologia moderna hi pren forma mitjançant el rebuig a la reconstrucció històrica en nom d'una ciència de la societat concentrada en analitzar com es mantenen les societats en la seva forma present.
Les dues persones més importants en aquesta tradició van ser Alfred Reginald Radcliffe-Brown i Bronislaw Malinowski, responsables d'haver publicat les seves obres seminals al 1922. La recerca inicial de Radcliffe-Brown a les illes Andaman va ser realitzada a l'estil antic, però després de llegir a Émile Durkheim va publicar en els resultats de la seva recerca (The Andaman Islanders) que estava molt influenciat pel sociòleg francès.
Amb el pas del temps va anar desenvolupant un enfocament conegut com a funcionalisme estructuralista que es concentrava en com les institucions de les societats busquen balancejar o crear un equilibri en el sistema social perquè continuï funcionant harmoniosament. Malinowski, en canvi, defensava un funcionalisme que examinava la forma en què la societat funciona per a satisfer les necessitats individuals. No obstant això, Malinowski no és conegut per aquesta teoria, sinó per la seva etnografia detallada i els seus avanços en metodologia. El seu clàssic Els argonautes del Pacífic Occidental defensava la idea que cal obtenir "el punt de vista del nadiu" i un enfocament que vulgui investigadors que hagin fet el treball en la societat corresponent, cosa que va convertir la pràctica en estendard d'aquesta disciplina (Malinowski 1973: Introducció).
Tant Malinowski com Radcliffe-Brown van tenir èxit gràcies a que, com a Boes, van entrenar activament als seus estudiants i van desenvolupar institucions que van ajudar a les seves ambicions programàtiques, especialment en el cas de Radcliffe-Brown, que va escampar els seus plans per a l'antropologia social ensenyant en universitats al llarg de tota la Mancomunitat Britànica de Nacions. Des de finals dels anys 1930 fins al període postguerra es van editar una sèrie de monografies i volums editats que van establir el paradigma de l'antropologia social britànica. Les etnografies més famoses inclouen Els Nuer, d'Edward Evan Evans-Pritchard, i The Dynamics of Clanship Among the Tallensi per Meyer Fortes, mentre que els volums més coneguts que van ser editats inclouen Sistemes africans de parentiu i matrimoni i Sistemes polítics africans.

### Funcionalisme, estructuralisme, antropologia cognoscitiva, antropologia simbòlica i ecologia cultural
La teoria del funcionalisme veu la cultura com un element creat per a satisfer les necessitats individuals a la societat. La teoria funcionalista estructuralista accentua la contribució que aporten les diferents parts del sistema social al manteniment de la societat en la seva totalitat.
L'antropologia cognoscitiva interpreta la cultura com un programa fet per a la conducta, més que no pas una conducta tota sola. L'antropologia simbòlica, en canvi, posa l'èmfasi sore la cultura com a sistema compartit de símbols i significats.
Els ecòlegs culturals s'interessen en essència a la cultura o als sistemes socioculturals que entén com a sistemes de conducta transmesos socialment i que servirien per a connectar les comunitats als seus assentaments naturals.

### Antropologia i etnografia soviètica
Durant les set dècades en què hi hagué l'experiència socialista sota les sigles de l'URSS, es desenvolupa un mètode particular d'etnografia, analitzat en particular per l'impacte de l'experiència socialista sobre la cultura, així com per l'estudi de la diversitat cultural a l'URSS. Un dels seus exponents més importants fou Pavel Ivanov Kouchner.

### L'antropologia a Amèrica Llatina
L'antropologia llatinoamericana arrela a l'escola culturalista estatunidenca de Boes. Un dels seus alumnes, Manuel Gamio, va fundar la tradició antropològica mexicana, i el mateix Boes va fer classes en aquest país. El seu desenvolupament com a disciplina científica en gairebé tots els països llatinoamericans està lligada amb l'activitat estatal. A més, l'antropologia llatinoamericana té un fort nexe amb l'arqueologia. De fet, en el període comprès aproximadament entre els anys 1930 i 1970, en molts països d'Amèrica Llatina es van fundar institucions antropològiques paraestatals que tenien la funció de planificar i desenvolupar programes de desenvolupament dirigits a la integració dels indígenes en la societat.
Posteriorment, durant la dècada dels 1960 i fins als 1980 aproximadament, l'antropologia iberoamericana va rebre una forta influència del marxisme, que es va convertir en el corrent dominant en moltes de les institucions formadores dels antropòlegs iberoamericans. L'avanç de la teoria marxista en l'antropologia de la regió va posar l'èmfasi de la recerca social en qüestions relacionades amb el subdesenvolupament, les comunitats pageses, la qüestió indígena i la seva exclusió respecte a la resta de la societat.
Al mateix temps, els antropòlegs van girar la mirada cap a la ciutat, interessats en el fenomen de la ràpida urbanització que es vivia en països com l'Argentina, el Brasil, l'Equador, Mèxic o el Perú; procés que anava acompanyat d'una deterioració en les condicions de vida de les famílies de les primeres generacions suburbanes. Podem esmentar diversos antropòlegs llatinoamericans com ara: Gonzalo Aguirre Beltrán, Héctor Díaz-Polanco, Manuel Marzal, Mirian Goldenberg, Luis Valcárcel, Carlos Reynoso, Federico Kauffmann, Patricio Guerrero Arias, Beatriz Barba, entre altres intel·lectuals, que han contribuït al desenvolupament d'aquesta ciència en aquesta regió d'Amèrica.

## L'antropologia en època contemporània
L'antropòleg Edward Tylor la defineix com «el coneixement, les creences, l'art, la moral, el dret, els costums i qualssevol altra capacitat i hàbits adquirits de l'home com a membre de la societat». Abans de la Segona Guerra Mundial l'antropologia social britànica i l'antropologia cultural estatunidenca mantenien postures diferents sobre el mètode i concepció de l'antropologia. Després de la guerra, s'acostarien fins a crear una antropologia sociocultural.
En els anys 1950 i la meitat de la dècada següent l'antropologia va tendir a modelar-se seguint les ciències naturals. Alguns, com Lloyd Fallers o Clifford Geertz, es van concentrar en els processos de modernització a través dels quals es desenvoluparien els nous Estats independents. Uns altres, com Julian Steward o Leslie White van estudiar la forma en què les societats evolucionen en el seu ambient ecològic —una idea popularitzada per Marvin Harris.
L'antropologia econòmica, influenciada per Karl Polanyi i desenvolupada per Marshall Sahlins i George Dalton van ressaltar les febleses conceptuals de l'economia tradicional per a abordar els mecanismes d'explotació i distribució dels béns en les societats precapitalistes. Acusaven que les teories ortodoxes ignoraven els factors culturals i socials en aquests aspectes de l'esfera econòmica social, i que per tant, els seus preceptes no eren universals. A Anglaterra, el paradigma de la Societat Britànica d'Antropologia va ser escindit quan Max Gluckman i Peter Worsley es van inclinar cap al marxisme. Va ocórrer la mateixa cosa quan Rodney Needham i Edmund Leach van incorporar l'estructuralisme de Lévi-Strauss a la seva anàlisi antropològica (per exemple, a l'obra Cultura i comunicació de Leach).
L'estructuralisme també va influir en unes certes recerques en els anys seixanta i setanta, incloent-hi l'antropologia cognitiva i l'anàlisi de components. Autors com David Schneider, Clifford Geertz, i Marshall Sahlins van elaborar un concepte més lax de la cultura com a xarxa de símbols i significats, la qual es va tornar molt popular dins i fora de la disciplina. Adaptant-se al seu temps, uns certs grups d'antropòlegs es van tornar més actius en política, sobretot després de la guerra d'independència algeriana i la seva oposició a la guerra de Vietnam. En aquest context, el marxisme es va tornar un dels enfocaments més difosos en la disciplina.
A la dècada dels anys 1980 la qüestió del poder —analitzada per Eric Wolf a Europa i els pobles sense història— va ser central en la disciplina. Llibres com Anthropology and the Colonial Encounter van considerar els vincles entre l'antropologia i la inequidad colonial, al mateix temps que l'àmplia popularitat de teòrics com Antonio Gramsci i Michel Foucault van cridar l'atenció cap als temes del poder i l'hegemonia. El gènere i la sexualitat es van convertir en temes centrals. El mateix va ocórrer amb la relació entre història i antropologia, relació analitzada per Marshall Sahlins, que va portar a Lévi-Strauss i Fernand Braudel a examinar la relació entre l'estructura social i l'agent individual.
A la fi dels vuitanta autors com George Marcus i James Clifford van qüestionar l'autoritat etnogràfica, particularment en el com i el per què és possible el coneixement i l'autoritat de l'antropologia. La crítica d'aquests autors se centra en la suposada «neutralitat» dels etnògrafs. Forma part de la tendència postmodernista contemporània. En els últims anys (1990-2006) els antropòlegs han prestat més atenció a la medicina i biotecnologia, la globalització, els drets indígenes i l'antropologia urbana. És important assenyalar que, especialment, els dos últims temes (drets indígenes i antropologia urbana) es trobaven presents en la discussió antropològica dels països llatinoamericans. Com a exemple tenim l'anàlisi de la cultura de la pobresa, emprès per Oscar Lewis a la ciutat de Mèxic en la dècada dels cinquanta, i els treballs del corrent indigenista llatinoamericà sorgida a partir de la dècada de 1930 i que conclou amb el Mèxic profund de Guillermo Bonfil.

## Biografia
- Carles Lalueza. Races, racisme i diversitat. Barcelona: Algar, 2001